# جروش (الجزائر)

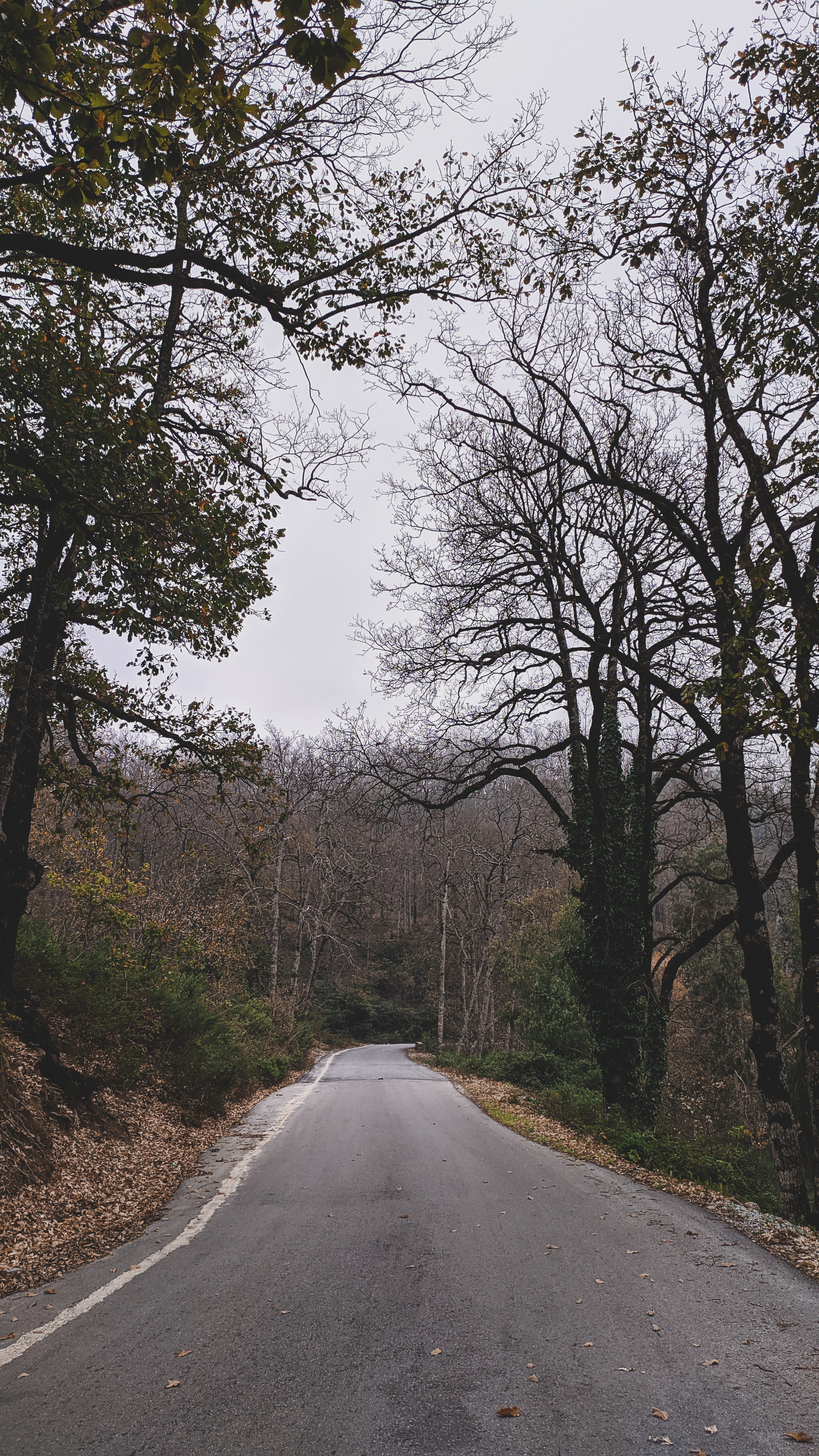
طريق الغابة.

جروش هي منطقة جزائرية تقع ضمن منطقة القبائل الصغرى في سلسلة جبال الأطلس التلي. تعد جروش أحد الموائل القليلة المتبقية لقرود المكاك البربري "الاسم العلمي: ماكاكا سيلفانوس" النوع المهدد بالانقراض.
في عصور ما قبل التاريخ، كان لهذه الرئيسيات توزيع أوسع بكثير، قبل نشاط إزالة الغابات من قبل البشر وفي ظل النمو السكاني المتزايد.

## اقرأ أيضاً

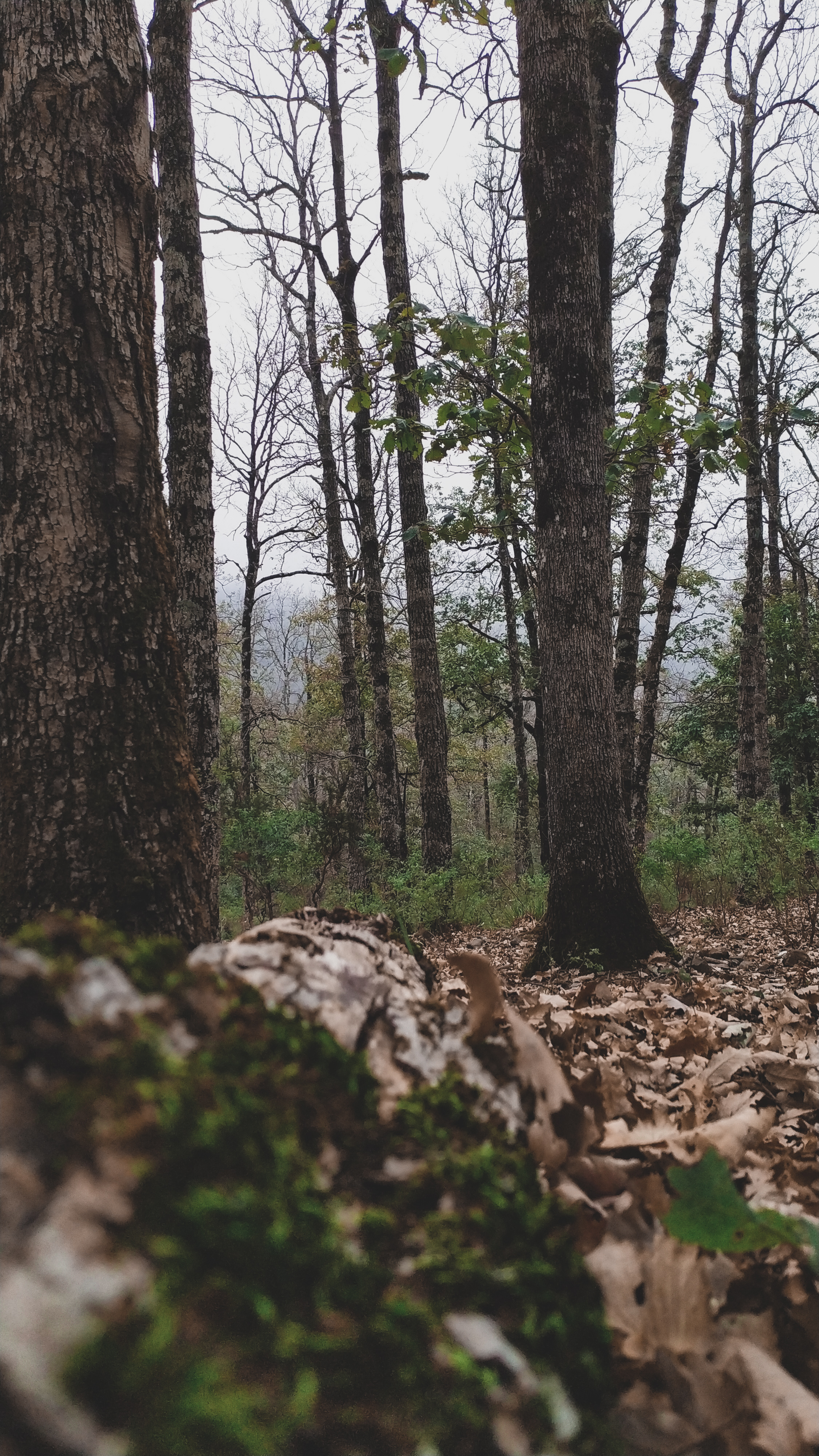
غابات جروش

- مكاك بربري.